# Zofibór
Zofibór – wieś w Polsce położona w województwie lubelskim, w powiecie łukowskim, w gminie Wojcieszków. Obok miejscowości przepływa Bystrzyca, niewielka rzeka dorzecza Wisły.
| SIMC    | Nazwa     | Rodzaj  |
| ------- | --------- | ------- |
| 0695574 | Przytulin | kolonia |

W latach 1975–1998 miejscowość administracyjnie należała do województwa siedleckiego.
Wieś stanowi sołectwo w gminie Wojcieszków.
Według danych zamieszczonych w Słowniku Geograficznym Królestwa Polskiego, tomu wydanego w 1895 r., wieś Zofibór liczyła 3 domy, 56 mieszkańców oraz zajmowała obszar 257 mórg.
Na terenie miejscowości znajduje się zabytkowy zespół gorzelni dworskiej z początku XX wieku.
Miejscowość jest siedzibą rzymskokatolickiej parafii św. Zofii.

## Dominikanie w Zofiborze
W Polsce dominikanie rozwijali bractwa Imienia Jezus od XVII wieku. W Borku Wielkopolskim założył bractwo ks. Feliks Durewicz (1576–1642). Filipini z pobliskiego Gostynia zabiegali w 1687 u dominikanów o założenie bractwa Imienia Jezus w Świętej Górze, w swoim kościele w Studziannie wyznaczyli zaś (obchodzoną do dziś) uroczystość odpustową na cześć Imienia Jezus. Benedyktyni założyli bractwo Imienia Jezus i Imienia Maryi w Wąwolnicy. W diecezji przemyskiej istniało kilka bractw Imienia Jezus: w Rybotyczach (1601), Odrzykoniu (1615) i w Haczowie (1693). W archidiakonacie lubelskim od 1638 istniało bractwo Imienia Jezus przy parafii Tuchowicz, od 1714 bractwo różańcowe i bractwo Imienia Jezus przy parafii w Kocku, od 1730 bractwo Imienia Jezus przy dominikańskiej parafii w Zofiborze.  Klasztor Dominikanów został założony przez starostę łukowskiego Jana Domaszewskiego już w 1710 roku. Fundatorem klasztoru był także w 1721 roku Franciszek Nowosielski.

## Parafia św. Zofii w Zofiborze
Franciszek Nowosielski, starosta łukowski i jego żona Zofia z Gozdzkich, starościanka stężycka, wybudowali w Domaszewnicy kościół i klasztor dla Dominikanów (według Słownika Geograficznego Królestwa Polskiego fundatorem był Jan Domaszewski). Po spaleniu się kościoła w 1854 r. wybudowany został obecny kościół parafialny, drewniany. Do 1864 r. byli tu Dominikanie. Parafia erygowana w 1914 r. Wystrój wnętrza barokowy. Księgi metrykalne od 1914 r. Odpusty: św. Zofii, św. Dominika. Obecnie w skład parafii wchodzą następujące miejscowości: Zofibór, Wólka Domaszewska, Świderki (z gminy Wojcieszków), Szczygły Górne (z gminy Łuków powiatu łukowskiego), Domaszewnica, Kolonia Domaszewnica, Kolonia Domaszewska i Stanisławów (z gminy Ulan-Majorat powiatu radzyńskiego).